# Hitman: Enemy Within
Hitman: Enemy Within är en roman baserad på datorspelserien Hitman skriven av William C. Dietz. Handlingen kretsar kring mellan Hitman 2: Silent Assassin och Hitman: Blood Money om en organisation känd som Puissance Treize (franska för "Kraft Tretton"), planerar att förgöra Agent 47s arbetsgivare The Agency. Boken gavs ut den 28 augusti 2007 av Del Rey Books.